# Панамериканский чемпионат по борьбе 2023
Панамериканский чемпионат по борьбе 2023 года проходил 3 — 7 мая в городе Буэнос-Айрес (Аргентина), данный турнир стал 36-м.

## Медалисты

### Вольная борьба
| Весовая категория | Золото                     | Серебро                       | Бронза                                                               |
| ----------------- | -------------------------- | ----------------------------- | -------------------------------------------------------------------- |
| до 57 кг          | Томас Гилман · США         | Дариан Круз · Пуэрто-Рико     | Сантьяго Чавеко · Куба Альварес Бланко · Венесуэла                   |
| до 61 кг          | Виталий Аруджау · США      | Джозеф Силва · Пуэрто-Рико    | Джейсон-Гай Луно · Канада                                            |
| до 65 кг          | Янни Диакомихалис · США    | Алехандро Вальдес · Куба      | Себастьян Ривера · Пуэрто-Рико Агустин Дестрибатс · Аргентина        |
| до 70 кг          | Зеин Ризерфорд · США       | Коннор Кинтон · Канада        | Маурисио Ловера · Аргентина                                          |
| до 74 кг          | Кайл Дэйк · США            | Франклин Гомес · Пуэрто-Рико  | Франклин Марен · Куба Сезар Бордо · Бразилия                         |
| до 79 кг          | Джордан Барроуз · США      | Джасмит Пхулка · Канада       | Нестор Барриос · Колумбия Шейн Джонс · Пуэрто-Рико                   |
| до 86 кг          | Юриески Торребланка · Куба | Алекс Мур · Канада            | Марк Холл · США Карлос Искьердо · Колумбия                           |
| до 92 кг          | Майкл Макиавелло · США     | Джереми Порье · Канада        | Луис Вильягомес · Эквадор                                            |
| до 97 кг          | Кайл Снайдер · США         | Артуро Силот · Куба           | Нишан Рандхава · Канада Луис Мигель Перез · Доминиканская Республика |
| до 125 кг         | Доминик Брэдли · США       | Хосе Даниэль Диас · Венесуэла | Катриель Муриель · Аргентина Аарон Энтони Джонсон · Ямайка           |

### Греко-римская борьба
| Весовая категория | Золото                  | Серебро                    | Бронза                                                               |
| ----------------- | ----------------------- | -------------------------- | -------------------------------------------------------------------- |
| до 55 кг          | Дэлтон Даффилд · США    | Хосе Эрнандес · Мексика    | Аксель Ролон · Аргентина                                             |
| до 60 кг          | Дэлтон Робертс · США    | Джереми Перальта · Эквадор | Кевин де Армас · Куба Райбер Родригес · Венесуэла                    |
| до 67 кг          | Луис Орта · Куба        | Нестор Альманса · Чили     | Хулиан Орта · Колумбия Андрес Монтаньо · Эквадор                     |
| до 72 кг          | Джастус Скотт · США     | Кеннеди Педроса · Бразилия | Хосе Алехандро Гарсия · Гватемала                                    |
| до 77 кг          | Камал Бей · США         | Йосванис Пенья · Куба      | Хаир Куэро · Колумбия Вуйлейксис Ривас · Венесуэла                   |
| до 82 кг          | Спенсер Вудс · США      | Хосе Москера · Колумбия    | Джон Итс · Канада                                                    |
| до 87 кг          | Даниэль Грегорич · Куба | Луис Авендано · Венесуэла  | Алан Вера · США Карлос Муньос · Колумбия                             |
| до 97 кг          | Джо Рау · США           | Кевин Мехия · Гондурас     | Игор де Куэйроз · Бразилия Карлос Паламер · Доминиканская Республика |
| до 130 кг         | Оскар Пино · Куба       | Гино Авила · Гондурас      | Эдуард Согомонян · Бразилия Ясмани Акоста · Чили                     |

### Женская борьба
| Весовая категория | Золото                    | Серебро                       | Бронза                                               |
| ----------------- | ------------------------- | ----------------------------- | ---------------------------------------------------- |
| до 50 кг          | Сара Хильдебрандт · США   | Жаклин Моллокана · Эквадор    | Юснейлис Гусман · Куба Патрисия Бермудес · Аргентина |
| до 53 кг          | Лусия Епес · Эквадор      | Бетзабет Аргуэльо · Венесуэла | Карла Абигаил Мартинес · Мексика Лаура Эрин · Куба   |
| до 55 кг          | Диана Вейкер · Канада     | Алиша Хоук · США              | Адрианни Кастилльо · Аргентина                       |
| до 57 кг          | Луиса Вальверде · Эквадор | Джулия Пеналбер · Бразилия    | Анжела Мартинез · Куба Бетзабет Сарко · Венесуэла    |
| до 59 кг          | Сочил Мота-Петтис · США   | Александриа Таун · Канада     | Джессика Деррелл · Барбадос                          |
| до 62 кг          | Ана Годинес · Канада      | Натали Гриман · Венесуэла     | Кайла Миракл · США Лайс Нуньес · Бразилия            |
| до 65 кг          | Мэллори Вельте · США      | Паула Монтойя · Колумбия      | Алея Никель · Канада                                 |
| до 68 кг          | Форрест Молинари · США    | Амбар Гарника · Мексика       | Янет Соверо · Перу Хангелен Ллайнес · Куба           |
| до 72 кг          | Эмит Элор · США           | Луиса Москера · Колумбия      | Кати Мулкей · Канада                                 |
| до 76 кг          | Милаймис Марин · Куба     | Татьяна Рентерия · Колумбия   | Хенесис Реаско · Эквадор Жюстина Ди Стасио · Канада  |

## Таблица медалей
*   Принимающая страна (Аргентина)
| Место           | Страна                   | Золото | Серебро | Бронза | Всего |
| --------------- | ------------------------ | ------ | ------- | ------ | ----- |
| 1               | США                      | 20     | 1       | 3      | 24    |
| 2               | Куба                     | 5      | 3       | 7      | 15    |
| 3               | Канада                   | 2      | 5       | 6      | 13    |
| 4               | Эквадор                  | 2      | 2       | 3      | 7     |
| 5               | Колумбия                 | 0      | 4       | 5      | 9     |
| 6               | Венесуэла                | 0      | 4       | 4      | 8     |
| 7               | Пуэрто-Рико              | 0      | 3       | 2      | 5     |
| 8               | Бразилия                 | 0      | 2       | 4      | 6     |
| 9               | Мексика                  | 0      | 2       | 1      | 3     |
| 10              | Гондурас                 | 0      | 2       | 0      | 2     |
| 11              | Чили                     | 0      | 1       | 1      | 2     |
| 12              | Аргентина*               | 0      | 0       | 6      | 6     |
| 13              | Доминиканская Республика | 0      | 0       | 2      | 2     |
| 14              | Барбадос                 | 0      | 0       | 1      | 1     |
| 14              | Гватемала                | 0      | 0       | 1      | 1     |
| 14              | Перу                     | 0      | 0       | 1      | 1     |
| 14              | Ямайка                   | 0      | 0       | 1      | 1     |
| Всего стран: 17 | Всего стран: 17          | 29     | 29      | 48     | 106   |

## Командный зачёт
| Место | Вольная борьба (мужчины) | Вольная борьба (мужчины) | Греко-римская борьба     | Греко-римская борьба | Вольная борьба (женщины) | Вольная борьба (женщины) |
| Место | Команда                  | Очки                     | Команда                  | Очки                 | Команда                  | Очки                     |
| ----- | ------------------------ | ------------------------ | ------------------------ | -------------------- | ------------------------ | ------------------------ |
| 1     | США                      | 240                      | США                      | 175                  | США                      | 178                      |
| 2     | Канада                   | 136                      | Куба                     | 114                  | Канада                   | 135                      |
| 3     | Пуэрто-Рико              | 123                      | Мексика                  | 78                   | Эквадор                  | 93                       |
| 4     | Куба                     | 105                      | Колумбия                 | 77                   | Куба                     | 91                       |
| 5     | Аргентина                | 81                       | Венесуэла                | 72                   | Колумбия                 | 82                       |
| 6     | Венесуэла                | 67                       | Бразилия                 | 68                   | Венесуэла                | 81                       |
| 7     | Бразилия                 | 57                       | Гондурас                 | 50                   | Бразилия                 | 57                       |
| 8     | Колумбия                 | 52                       | Доминиканская Республика | 47                   | Мексика                  | 49                       |
| 9     | Доминиканская Республика | 41                       | Аргентина                | 40                   | Аргентина                | 48                       |
| 10    | Чили                     | 26                       | Чили                     | 39                   | Пуэрто-Рико              | 26                       |

## Страны-участницы
298 борцов из 24 стран:
1. Аргентина (21) (Хозяин)
2. Багамские Острова (1)
3. Барбадос (3)
4. Боливия (5)
5. Бразилия (23)
6. Венесуэла (18)
7. Гватемала (8)
8. Гондурас (6)
9. Доминиканская Республика (18)
10. Канада (22)
11. Колумбия (20)
12. Коста-Рика (2)
13. Куба (18)
14. Мексика (21)
15. Панама (12)
16. Парагвай (2)
17. Перу (12)
18. Пуэрто-Рико (21)
19. Сальвадор (1)
20. США (29)
21. Уругвай (2)
22. Чили (17)
23. Эквадор (14)
24. Ямайка (2)